# Einfuhrliste
Eine Einfuhrliste war im Außenwirtschaftsrecht eine Liste, welche sämtliche Güter enthielt, die entweder einem Einfuhrverbot oder einer Einfuhrgenehmigung unterlagen. Pendant ist die Ausfuhrliste.

## Allgemeines
Allgemein geht das deutsche Außenwirtschaftsrecht vom Freihandel aus, also dem weder nach Staaten noch nach Gütern reglementierten Außenhandel. „Der Güter-, Dienstleistungs-, Kapital-, Zahlungs- und sonstige Wirtschaftsverkehr mit dem Ausland sowie der Verkehr mit Auslandswerten und Gold zwischen Inländern ist grundsätzlich frei“ (§ 1 Abs. 1 AWG). Doch unterliegt nach dieser Bestimmung der Außenhandel auch Einschränkungen, die temporär einige Staaten und/oder Güter betreffen können.
Die Einfuhrliste war bis September 2013 eine Anlage zum Außenwirtschaftsgesetz (AWG) nach § 10 AWG a. F. und bot einen Überblick über Waren, für deren Einfuhr Beschränkungen oder besondere Verfahrens- oder Meldevorschriften zu beachten waren. Sie wurde durch das „Gesetz zur Modernisierung des Außenwirtschaftsrechts“ zum 1. September 2013 aufgehoben. Die Einfuhrliste sah – anders als die noch bestehende Ausfuhrliste – keine originären nationalen Positionen vor, sondern fasste lediglich Genehmigungserfordernisse und sonstige Beschränkungen aus EU-Verordnungen sowie Verfahrensvorschriften aus sonstigen internationalen Vorgaben (Einfuhrkontrollmeldungen) zusammen.

## Rechtsfragen
Die Einfuhrliste wurde im September 2013 aufgehoben, weil sie keine Praxisrelevanz besaß. Seitdem sind Einfuhrbeschränkungen und Einfuhrverbote in der Außenwirtschaftsverordnung (AWV) enthalten. Bei der Einfuhr von Waren der Warennummern 2709 00 10 (Erdgaskondensate), 2709 00 90 (Erdöl und Öl aus bituminösen Mineralien, roh), 2711 11 00 (Erdgas, verflüssigt) und 2711 21 00 (Erdgas in gasförmigem Zustand) des Warenverzeichnisses für die Außenhandelsstatistik ist gemäß § 35 Abs. 1 AWV zum Zweck der Marktbeobachtung eine Einfuhrkontrollmeldung vorzulegen, wenn die Einfuhrabfertigung in Papierform beantragt wird und der Wert der Einfuhrsendung 1.000 Euro übersteigt. Die zuständige Zollstelle leitet die Einfuhrkontrollmeldungen zum Zweck der Marktbeobachtung an das Bundesamt für Wirtschaft und Ausfuhrkontrolle (BAFA) weiter. Durch eine im Bundesanzeiger bekannt zu machende Allgemeinverfügung kann gemäß § 39 Abs. 1 AWV das BAFA die Einzelheiten bekannt geben, die bei den Anträgen auf Erteilung der Einfuhrgenehmigung zu beachten sind. Die Einfuhrgenehmigung ist schriftlich auf Vordruck bei gewerblichen Waren beim BAFA und bei Agrarprodukten bei der Bundesanstalt für Landwirtschaft und Ernährung (Einfuhrlizenz) zu stellen.
Bei der Einfuhr von Agrarprodukten, die in mehreren Verarbeitungsstufen aus Grundstoffen und Produkten der ersten Verarbeitungsstufe hergestellt werden („Nicht-Anhang I-Waren“), wird zum Schutz der Verarbeitungsindustrie ein Abgabenbetrag erhoben, der aus einem Wertzoll sowie einem spezifischen Betrag besteht. Von besonderer Bedeutung ist die Verordnung (EG) Nr. 428/2009 (Dual Use) mit ihrem Anhang I, in welchem bestimmte Dual-Use-Güter aufgelistet sind, deren Export/Import einer Kontrolle unterliegt.
Ein Einfuhrverbot besteht gemäß § 77 AWV gegenüber den dort aufgeführten Staaten und Gütern.

## Wirtschaftliche Aspekte
Einfuhrgenehmigungen, Einfuhrlisten und Importverbote stellen Handelshemmnisse dar, die den Freihandel einschränken. Ihre restriktive Handhabung führt – unter sonst gleichbleibenden Verhältnissen – zu geringeren Importen und damit zu einer Verbesserung der Handelsbilanz. Da die Importe im Inland benötigt werden und nicht vorhanden sind, tritt – unter sonst gleichbleibenden Verhältnissen – Inflation ein. Das gilt umgekehrt auch für eine expansive Handhabung. Maßnahmen der Handelspolitik wie restriktive Einfuhrgenehmigungen und Einfuhrlisten, stärkere Exportorientierung, expansive Einfuhrbeschränkungen oder Importzölle können eine negative Devisenbilanz ausgleichen und umgekehrt. Damit beeinflussen Einfuhrlisten den Außenbeitrag, Außenhandel und Produktionswert. Die Außenhandelspolitik wirkt sich deshalb auch auf die nationale Wirtschaftspolitik aus.

## International
In der Schweiz und Österreich existieren Einfuhrlisten dieser Art nicht, sondern bei der Ein- und Ausfuhr bestimmter Waren sind aufgrund von Bestimmungen zu nicht zollrechtlichen Erlassen verschiedene Auflagen zu beachten. Das gilt insbesondere für Dual-Use-Güter, Waffen und Munition, Umweltschutz, Gesundheitsschutz und Artenschutz. Verboten sind in Österreich nach § 18 Abs. 1 AußWG die Einfuhr von Chemikalien der Kategorien 1 und 2 aus einem Staat, der nicht Vertragspartei der Chemiewaffenkonvention ist.